# Oksa Pollocková
Oksa Pollocková je hlavní hrdinka stejnojmenné knižní série žánru fantasy francouzských autorek Anne Plichotové a Cendrine Wolfové. Okse je 13 let. Po uspěchaném stěhování z Paříže do Londýna se Okse objevuje na břiše znamení. To ji určilo Vyvolenou. Oksa začíná ovládat své schopnosti. Kniha, již autorky vydaly původně samonákladem, se dočkala obrovského úspěchu u čtenářů, kteří ji sami doporučili k vydání francouzskému nakladatelství Editions XO. První díl vyvolal rozruch ve Francii a Německu a série nyní vychází v překladu do celkem čtyřiadvaceti jazyků.
V České republice vyšly v roce 2011 v Nakladatelství JOTA první dva díly série – Oksa Pollocková: Vyvolená a Oksa Pollocková: Les zbloudilých, v roce 2012 následoval třetí díl s názvem Oksa Pollocková: Srdce dvou světů.

## První díl série – Vyvolená
Oksa Pollocková je obyčejná třináctiletá holka žijící v Paříži se svými rodiči. Kromě občasné zbrklosti, kterou jí neustále vyčítá nejlepší kamarád Gusta, se nijak zvlášť neliší od ostatních kamarádů. Jednoho dne se ale všechno změní. Nedlouho po uspěchaném stěhování do Londýna a návštěvě nové školy najde na svém břiše podivné znamení. Od té chvíle je celý její život vzhůru nohama. Oksa, která si vždy přála být neohroženou nindžou, objevuje svoje nadpřirozené schopnosti. Ovládáním ohně a levitací to ovšem vůbec nekončí…
Dívka se svěří se svým trápením výstřední Dragomíře, své babičce a důvěrné kamarádce. Následně se dozvídá opravdový příběh své rodiny: Dragomíra je ve skutečnosti dcera královny Malorany, vládkyně Edéfie, neviditelné země ukryté někde na Zemi; a zároveň dědička trůnu po své matce. Vládnutí se však nikdy nedočkala, neboť před mnoha lety z Edéfie uprchla během Velkého Chaosu, který tam nastal kvůli jejímu příteli Ociusovi, jenž se pokoušel ovládnout nejen Edéfii, ale i celou Zemi. Dragomíra Okse také prozradí, že ji znamení označilo jako nástupnici trůnu. Kromě Oksiny matky Marie je celá široká rodina součástí skupiny Prchlíků, kteří jsou od těch dob rozptýlení po světě Zvnějšku. Oksa objevuje neuvěřitelný svět magických stvoření, která jsou ukryta v Dragomířině přísně tajném ateliéru.
Právě matčina nevědomost Oksu donutí k radikálnímu řešení napjaté situace. U společné večeře předvede několik svých kouzel, mnohaleté tajemství je prozrazeno a osud rodiny v ohrožení. Leomido (Dragomířin bratr) spolu s Dragomírou začínají Oksu učit ovládat Granulkomet. Oksa s rodinou také zjistí, že i její učitel matematiky a fyziky McGraw je z Edéfie a že je synem Ocia.
O jarních prázdninách, které Oksa s Gustou tráví v Leomidově sídle, kde se Oksa dál cvičí, je napadne profesor Orthon McGraw a Gustu pokoušou Netopýry, bytosti stvořené Ociem. Gusta však není jediný, komu Orthon něco udělá. Dalším člověkem v ohrožení je Marie, Oksina matka. Málem zemře kvůli mýdlu, které Oksa dostala od Zoe, o níž se mimochodem později dozvíme, že má také kouzelné schopnosti a že žije u Orthona McGrawa.

## Druhý díl série – Les zbloudilých
Život Oksy, Vyvolené a budoucí královny Edéfie, nabírá nové nečekané obrátky. Přestože Vílí muž definitivně zatočil s úhlavním nepřítelem všech Prchlíků, Orthonem McGrawem, Zlo se jen tak nevzdá. Okse a jejím blízkým do života zasáhne nečekaná událost: Gusta jednoho rána zmizí! Prchlíci brzy pochopí, že to nebude jen tak. Oksa nachází v Gustově mobilním telefonu fotografii, kterou pořídil těsně předtím, než ho do sebe vtáhl zakletý obraz, v němž je uvězněna Zoeina babička Vzpomněnka, která před nedávnem tragicky zemřela.
Celá situace se komplikuje a Prchlíci nakonec musí vytvořit skupinu, která se vydá do zakletého obrazu, aby vysvobodila Gustu i Zoeinu babičku. A Oksa u toho nemůže chybět. Projít všemi zkouškami, porazit Zloduchy a osvobodit přátele nebude jednoduchý úkol a dobrodružství se neobejde bez ztrát. A k tomu Oksa zjišťuje že ji Tugdual chce poplést hlavu, Co jsi ma o tom všem myslet? To nikdo neví.

## Třetí díl série – Srdce dvou světů
Zemětřesení, výbuchy sopek, přívalové deště. Země puká ze všech stran. Oksa a rodina Pollockových prchají z Londýna zaplaveného rozbouřenými vodami Temže, aby našli Bránu do Edéfie, magické země svých předků. Je to jediná šance, jak nastolit rovnováhu světa. Okse, Kouzelnosti Mladší, začíná nebezpečné pátrání, při němž je nucena spojit se s Felony, nepřáteli na život a na smrt, kteří jen čekají na první Oksinu chybu, aby ji mohli zradit. Oksa má však kolem sebe dobré lidi: úžasnou babičku Dragomíru, tatínka Pavla, jenž se ve vzteku proměňuje v draka, dva kluky, Gustu a Tugduala, kteří soupeří o její srdce, a samozřejmě věrné Foldingoty, Nešiku, Luštěnky a všechny ostatní podivuhodné bytosti. Po tisíci různých nástrah a zvratů se Oksa dostane k tajnému vstupu do Edéfie. Ale aby ho překročila, musí zaplatit strašlivou cenu. A odvážit se do neznáma, které se nachází na opačné straně Brány.

## Postavy
V knize vystupuje množství postav, obyčejných i nadpřirozených – od domácích služebníčků Foldingotů po zákeřnou potvoru Abominu.

### Oksa Pollocková
Třináctiletá Oksa, neposedná milovnice jízdy na kolečkových bruslích, se s rodiči a babičkou přestěhovala z Paříže do Londýna. Do školy Svatého Proxima s ní nastupuje i její nejlepší kamarád Gusta, krasavec, po kterém holky šílí. A právě Gusta ji zná jako nikdo jiný. Ví, že většinou jedná a až pak myslí, že se bezhlavě vrhá do nebezpečí a že jí to – k jejímu vlastnímu překvapení – většinou prochází bez vážnějších důsledků. A především ví moc dobře, že pod fasádou tvrďačky, která má vždycky poslední slovo, se skrývá citlivá holka milující své kamarády a vřelé rodinné zázemí.
  Vzhled:   oříškově hnědé vlasy na mikádo, břidlicově šedé oči, dolíčky ve tvářích, sportovní postava
  Koníčky:   karate a jízda na kolečkových bruslích
'  Co miluje:  nindžy, pop-rockovou muziku, pirožky
  Co nesnáší:   růžovou barvu, pórek, brouky a situace, kdy je středem pozornosti
  Oblíbené filmy:   Tygr a drak; Já, legenda
  Oblíbená hudba:   Muse, Paramore, Linkin Park

### Gusta Bellanger
I když je třináctiletý Gusta typ kluka, za kterým se otočí každá spolužačka, vůbec si nevěří. Je jedině rád, pokud se nemusí nijak projevovat – většinou mlčí a ostýchavě se usmívá. Na rozdíl od Oksy přemýšlí před tím, než jedná, a často tak vytahuje Oksu z problémů, do nichž se dostává svou zbrklostí. Tedy ve zkratce – ideální kamarád a opora v nesnázích.
  Vzhled:   asymetricky střižené černé vlasy, temně modré oči, výrazné lícní kosti, štíhlá postava
  Koníčky:   karate, jízda na kolečkových bruslích, hra na kytaru
  Co miluje:   manga, videohry, rock
  Co nesnáší:   suši, rap
  Oblíbené filmy:   sága Hvězdné války
  Oblíbená hudba:   Bullet from my Valentine, Green Day, Linkin Park

### Dragomíra Pollocková
Oksina nevšední babička Dragomíra je ztělesněním výstřední elegance a i přes svou občas nevypočitatelnou a podivínskou povahu je to právě ona, kdo rodinu Pollockových sjednocuje. Oksa ví, že se jí může svěřit s jakoukoli potíží. Dragomíra má jedinou vadu – často odmítá vidět v lidech to špatné, což se ve světě magického boje o moc nemusí vyplácet.
  Vzhled:   modré oči, slovanské rysy, dlouhé prostříbřené světlé vlasy
  Zaměstnání:   bylinkářka v důchodu
  Koníčky:   bylinky, kouzelné lektvary
  Co miluje:   všechny odstíny švestkové barvy, neuvěřitelně přezdobené šperky, čaj s kardamomem
  Co nesnáší:   vařenou zeleninu, nedostatek soucitu, krysy

## Autorky
Oksa Pollocková, hrdinka pětidílné knižní série, je dílem dvou francouzských autorek, Anne Plichotové a Cendrine Wolfové. Jejich společnou vášní jsou knihy a imaginární svět. Cendrine Wolfová však prozrazuje, že Oksa je do jisté míry projekcí jejích vlastních pocitů z dětství i způsobu, jakým jako malá nazírala na svět.

### Anne Plichotová
Narodila se ve francouzském Dijonu a po studiích čínského jazyka a kulturologie odjela do Koreje a Číny učila čínštinu, pracovala jako zdravotní asistentka a nakonec se jí zalíbilo povolání knihovnice. Miluje svou práci, americkou a anglickou literaturu, strašidelné romány a životní příběhy lidí kolem sebe. Žije ve Štrasburku se svou dospívající dcerou.

### Cendrine Wolfová
Narodila se ve francouzském Colmaru, vystudovala sport a tělovýchovu a jako sociální poradkyně se věnovala lidem v obtížné životní situaci. Stejně jako Oksa je spontánní a nespoutaná. Ilustruje knížky pro děti, miluje rychlost v jakékoli podobě, žánr fantasy a kreslení. Žije ve Štrasburku a pracuje v místní knihovně.

## Série
První vydání knihy vlastním nákladem mělo takový úspěch, že se titul brzy začal šířit po celém světě. Po oficiálním vydání první části série ve Francii se Oksa Pollocková objevila mezi pěti nejprodávanějšími knihami. Celkový francouzský náklad prvních dvou dílů činil 101 000 výtisků. V roce 2011 vyšel první díl série např. v Itálii, Španělsku, Japonsku, Koreji, Polsku, Brazílii, Portugalsku, Turecku, Švédku, Rusku, Chorvatsku nebo na Slovensku.

## Filmová adaptace
Podle informací od francouzského vydavatele knižní série Editions XO byla práva na filmové zpracování knihy prodána společnosti SND, která se podílela na produkci filmové ságy Stmívání nebo filmu Underworld 3.